# Acropora orbicularis
Acropora orbicularis е вид корал от семейство Acroporidae. Възникнал е преди около 0,13 млн. години по времето на периода кватернер.

## Разпространение и местообитание
Видът е разпространен в Австралия, Индия, Индонезия, Малайзия, Папуа Нова Гвинея, Сингапур, Соломонови острови, Тайланд, Филипини и Шри Ланка.
Обитава океани, морета, заливи и рифове в райони с тропически климат.

## Описание
Популацията на вида е намаляваща.